# Blace
Blace é uma aldeia localizada no município de Čučer-Sandevo, na República da Macedônia do Norte.